# Большая Сибирка
Большая Сибирка — река в городском округе Первоуральск Свердловской области, приток Чусовой. Впадает в Чусовую слева в 347 км от её устья. Длина реки 14 км.

## Данные водного реестра
По данным государственного водного реестра России, река Большая Сибирка относится к Камскому бассейновому округу, речной бассейн — Кама, подбассейн — Кама до Куйбышевского водохранилища (без бассейнов рек Белой и Вятки), водохозяйственный участок — Чусовая от города Ревды до в/п посёлка Кын.
Код объекта в государственном водном реестре — 10010100612111100010447